# Марини, Джампьеро
Джампье́ро Мари́ни (итал. Giampiero Marini; 25 февраля 1951, Лоди) — итальянский футболист, защитник и полузащитник. Известен по выступлениям за итальянский клуб «Интернационале». После окончания игровой карьеры стал тренером.
В составе сборной Италии становился чемпионом мира 1982 года. В качестве тренера выигрывал с «Интером» Кубок УЕФА 1993/94.

## Карьера

### Клубная
Джампьеро Марини начал карьеру в клубе Серии D «Фанфулла» из Лоди. Затем выступал за «Варезе», «Реджину» и «Триестину». В составе «Варезе» дважды побеждал в чемпионатах Серии B и дебютировал в Серии A.
Летом 1975 года Джампьеро Марини стал игроком миланского «Интера», в первой команде дебютировал 27 августа. С «Интером» Марини выиграл чемпионат Италии 1979/80 и два розыгрыша Кубка.
Всего в составе «Интера» провёл 256 матчей в Серии A, забил 10 мячей, в Кубке Италии — 77 матчей, 1 гол; в еврокубках — 42 матчей, 2 гола. Завершил выступления в 1986 году.

### В сборной
В составе сборной Италии Джампьеро Марини дебютировал 1 ноября 1980 года в отборочном матче чемпионата мира 1982 года против сборной Дании.
В финальном турнире чемпионата мира играл на позиции оборонительного полузащитника. Всего на чемпионате провёл 5 матчей и стал вместе со своей сборной чемпионом мира.
Последний матч за сборную Марини сыграл в 1983 году. Всего за сборную провёл 20 матчей, мячей не забивал.

### Тренерская
Марини работал в тренерском штабе «Интера», а в середине сезона 1993/94 стал главным тренером. Клуб в итоге занял 13-е место в чемпионате Италии, но ему удалось выиграть Кубок УЕФА, победив в обеих финальных встречах австрийский «Казино».
В конце 1996 года возглавил клуб Серии C1 «Комо», но проработал лишь до конца сезона, поскольку не смог вывести команду в Серию B. Аналогичная задача была поставлена перед Марини в «Кремонезе», и он с ней успешно справился, заняв второе место в турнире Серии C1. Следующий сезон 1998/99 команда закончила на последнем месте в Серии B и Марини был отправлен в отставку. Позже вновь работал с «Комо».

## Достижения

### В качестве игрока

#### Клубные

##### В «Варезе»
- Победитель Серии B (2): 1969/70, 1973/74

##### В «Интере»
- Чемпион Италии: 1979/80
- Обладатель Кубка Италии (2): 1977/78, 1981/82

#### В сборной
- Чемпион мира: 1982

### В качестве тренера
- Обладатель Кубка УЕФА: 1993/94